# C. B. Milton
C. B. Milton (Clarence Becker Milton, * 11. April 1968 in Suriname), auch bekannt als CB Milton, Clarence Bekker und Clarence, ist ein niederländischer Popsänger, der in den 1990er Jahren durch einige Eurodance-Hits bekannt wurde.

## Biografie
Mit sechs Jahren zog Clarence Becker Milton mit seiner Familie von Suriname nach Rotterdam. 1985 nahm er an der Soundmixshow des niederländischen Fernsehens teil und erreichte mit Do What You Do von Jermaine Jackson den 3. Platz. Zwei Jahre später wurde er das jüngste Mitglied von The Swinging Soul Machine, die er 1990 wieder verließ, um eine Solokarriere zu starten.

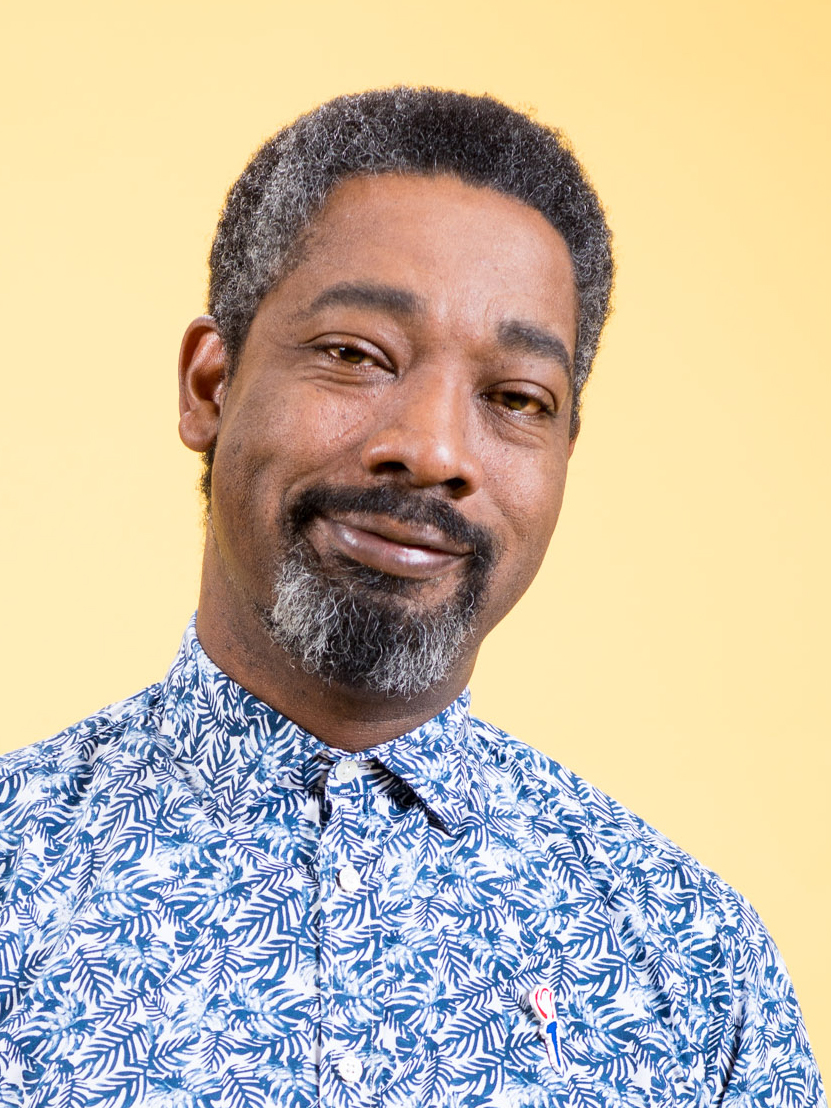
CB Milton

1993 bekam Milton Kontakt zu den Eurodance-Produzenten Peter Bauwens, Phil Wilde und Jean-Paul de Coster, die gerade mit 2 Unlimited sehr erfolgreich waren. Die anschließende Zusammenarbeit brachte die Single Send Me an Angel hervor, die ein Top-20-Hit in den Niederlanden wurde. Zwei weitere Auskopplungen aus dem Debütalbum, It’s a Loving Thing und Hold On (If You Believe in Love), schafften es ebenfalls in die nationale Hitparade. Die Titel platzierten sich sogar in den UK-Charts.
Bis 1998 veröffentlichte C.B. Milton zwei weitere Alben, aus denen u. a. die Singles A Real Love, Get into My Life und Carry On ausgekoppelt wurden. In Zusammenarbeit mit Mark van Dale entstand 2001 der Titel Something Goin’ On, der ein kleiner Hit in den Niederlanden wurde. 2007 und 2009 erschienen zwei Singles von Tikaro, J. Louis & Ferran feat. Clarence (aka C.B. Milton).

## Diskografie

### Alben
- 1994: It’s A Loving Thing
- 1996: The Way to Wonderland
- 1998: From Here to There
- 2012: Old Soul (als Clarence Milton Bekker)

### Singles
- 1993: Send Me an Angel
- 1993: No One Else
- 1994: It’s a Loving Thing
- 1994: Hold On (If You Believe in Love)
- 1994: Open Your Heart
- 1995: A Real Love
- 1996: How Do I Know
- 1996: Time Is Up
- 1996: Show Me the Way
- 1996: If You Leave Me Now
- 1998: What About Me?
- 1998: Get into My Life
- 1998: We Are the One
- 1998: Carry On
- 2001: Something Goin’ On (Mark van Dale feat. CB Milton)
- 2007: Shine on Me (Tikaro, J. Louis & Ferran feat. Clarence)
- 2009: Today Is My Day (Taito Tikaro, J.Louis & Ferran Benavent feat. Clarence)